# Rakowszczyzna (sielsowiet Niezbodzicze)
Rakowszczyzna – dawna wieś na Białorusi, w obwodzie grodzieńskim, w rejonie świsłockim, w sielsowiecie Niezbodzicze, przy granicy z Polską. Znajdowała się w połowie drogi między Dreczanami a Stokami.
W dwudziestoleciu międzywojennym leżała w Polsce, w województwie białostockim, w powiecie wołkowyskim, w gminie Jałówka. 16 października 1933 utworzyła gromadę w gminie Jałówka. Po II wojnie światowej weszła w struktury ZSRR.